# Pļavnieki
Pļavnieki er en af Rigas 47 bydele (lettisk: apkaime, sing.). Pļavnieki har 47.625 indbyggere og dets areal udgør 298,50 hektar, hvilket giver en befolkningstæthed på 160 indbyggere per hektar.

## Eksterne kildehenvisninger
- Apkaimes – Rigas bydelsprojekt